# John Perkins
John Perkins (sinh ngày 28 tháng 1 năm 1945) là một tác giả người Mỹ. Cuốn sách nổi tiếng nhất của ông là Lời thú tội của Một sát thủ kinh tế (2004), trong đó Perkins tuyên bố đã đóng một vai trò trong quá trình thuộc địa hóa kinh tế của các nước Thế giới thứ ba của những gì ông miêu tả là một nhóm các tập đoàn, ngân hàng và chính phủ Hoa Kỳ. Những tuyên bố về cuốn sách đã vấp phải sự hoài nghi và bác bỏ của một số người, nhưng nằm hơn 70 tuần trong danh sách bán chạy nhất của New York Times, đã được xuất bản bằng ít nhất 32 ngôn ngữ bao gồm cả tiếng Việt, và được sử dụng trong nhiều chương trình cao đẳng và đại học.
Perkins cũng đã viết về các khía cạnh huyền bí của nền văn hóa bản địa, bao gồm cả đạo giáo.

## Tiểu sử
Perkins tốt nghiệp trường Tilton năm 1963. Sau đó, ông theo học tại trường Cao đẳng Middlebury trong hai năm trước khi bỏ học. Sau đó, ông lấy bằng Cử nhân Khoa học về quản trị kinh doanh tại Đại học Boston vào năm 1968. Ông là Tình nguyện viên của Quân đoàn Hòa bình ở Ecuador từ năm 1968 đến năm 1970. Ông đã dành những năm 1970 để làm việc cho công ty tư vấn chiến lược Chas. T. Main (MAIN) ở Boston; ông tuyên bố đã được Cơ quan An ninh Quốc gia (NSA) sàng lọc cho công việc này và sau đó được thuê bởi Einar Greve, một thành viên của công ty (bị Perkins cáo buộc đã hoạt động như một liên lạc viên của NSA, nhưng Greve đã phủ nhận).
Là kinh tế trưởng tại Chas. T. Main, Perkins và các nhân viên của ông đã tư vấn cho Ngân hàng Thế giới, Liên hợp quốc, IMF, Bộ Tài chính Hoa Kỳ, các tập đoàn Fortune 500 và các quốc gia ở Châu Phi, Châu Á, Châu Mỹ Latinh và Trung Đông. Ông đã trực tiếp làm việc với các nguyên thủ quốc gia và CEO của các công ty lớn. Thời gian của Perkins tại MAIN cung cấp cơ sở cho những tuyên bố được công bố sau đó của ông rằng, với tư cách là một "người thành công về kinh tế", ông đã bị buộc tội lôi kéo các nước đang phát triển vay một số tiền lớn, được chỉ định để trả cho các khoản đầu tư cơ sở hạ tầng có vấn đề, nhưng cuối cùng là nhằm làm cho các quốc gia nợ nần nhiều hơn phụ thuộc vào phương Tây, về kinh tế và chính trị. Ông đã viết:
Những sát thủ kinh tế (EHM) là những chuyên gia được trả lương cao, những kẻ lừa đảo các quốc gia trên toàn cầu hàng nghìn tỷ đô la. Họ đưa tiền từ Ngân hàng Thế giới, Cơ quan Phát triển Quốc tế Hoa Kỳ (USAID) và các tổ chức "viện trợ" nước ngoài khác vào kho bạc của các tập đoàn khổng lồ và túi của một số gia đình giàu có kiểm soát tài nguyên thiên nhiên của hành tinh. Các công cụ của họ bao gồm các báo cáo tài chính gian lận, bầu cử gian lận, hoàn lương, tống tiền, tình dục và giết người. Họ chơi một trò chơi cũ giống như kiểu đế chế, nhưng trò chơi đã mang những khía cạnh mới và đáng sợ trong thời kỳ toàn cầu hóa này. Tôi nên biết; Tôi là một EHM. "— John Perkins, Lời thú tội của một sát thủ kinh tế
Trong những năm 1980, Perkins rời MAIN và thành lập và chỉ đạo một công ty năng lượng độc lập. Trong cuốn sách Lời thú tội của Một sát thủ kinh tế, Perkins tuyên bố rằng công ty của ông thành công là do 'sự trùng hợp ngẫu nhiên' được dàn dựng bởi những người đánh giá cao sự im lặng của ông về công việc mà ông nói rằng ông đã làm với tư cách là một người thành công về kinh tế.
Perkins là người sáng lập và thành viên hội đồng quản trị của Dream Change và Liên minh Pachamama, các tổ chức phi lợi nhuận nhằm thúc đẩy các xã hội bền vững về mặt môi trường và công bằng về mặt xã hội. Ông đã giảng dạy tại Harvard, Oxford và hơn 50 trường đại học trên thế giới, đồng thời là tác giả của 8 cuốn sách về kinh tế học toàn cầu và văn hóa bản địa. Ông đã được giới thiệu trên ABC, NBC, CNN, CNBC, NPR, A&E, History Channel, Time, The New York Times, The Washington Post, Cosmopolitan, Elle, Der Spiegel, và nhiều ấn phẩm khác, cũng như trong nhiều bộ phim tài liệu. Ông đã được trao tặng giải LennonOno vì Hòa bình 2012, và Giải thưởng Mạng lưới Hành động Thử thách Kinh doanh Như Thông thường của Rainforest, 2006.
Câu chuyện của Perkins là chủ đề chính trong phần II của bộ phim Zeitgeist: Addendum, phát hành vào tháng 10 năm 2008. Cùng năm đó, ông xuất hiện trong bộ phim The End of Poverty?. Cuộc đời của ông với tư cách là một người thành công về kinh tế được thể hiện chi tiết trong bộ phim dài tập, Apology of an Economic Hit Man. Ông cũng xuất hiện trong các bộ phim The Weight of Chains của Boris Malagurski, phát hành vào tháng 12 năm 2010, Let's Make Money (bằng tiếng Đức) của đạo diễn người Áo Erwin Wagenhofer, phát hành tháng 10 năm 2008 và Four Horsemen của Ross Ashcroft, phát hành năm 2012.

## Tranh cãi
Sebastian Mallaby, chuyên mục kinh tế của Washington Post, đã phản ứng gay gắt với cuốn sách của Perkins: mô tả ông là "một nhà lý thuyết âm mưu, một người bán rong vô nghĩa khét tiếng, và cuốn sách của ông, Lời thú nhận của Một sát thủ kinh tế, là một cuốn sách bán chạy nhất." Mallaby, một thành viên của Hội đồng Quan hệ Đối ngoại, cho rằng quan niệm của Perkins về tài chính quốc tế "phần lớn là một giấc mơ" và "những thỏa mãn cơ bản của ông là hoàn toàn sai lầm." Ví dụ, Mallaby tuyên bố rằng Indonesia đã giảm 2/3 tỷ lệ tử vong ở trẻ sơ sinh và tỷ lệ mù chữ sau khi các nhà kinh tế thuyết phục các nhà lãnh đạo của nước này vay tiền vào năm 1970.
Các bài báo trên New York Times và tạp chí Boston, cũng như một thông cáo báo chí do Bộ Ngoại giao Hoa Kỳ phát hành, đã viện dẫn đến việc thiếu tài liệu hoặc bằng chứng chứng thực để chứng thực cho tuyên bố rằng NSA đã tham gia vào việc thuê ông bởi Chas T. Main. Sau một cuộc điều tra sâu rộng, New York Times kết luận rằng "vòng đời sự nghiệp của ông Perkins dường như được mô tả chính xác", mặc dù họ không tìm thấy bằng chứng hỗ trợ "một số tuyên bố kỳ lạ của ông", bao gồm cả những tuyên bố liên quan đến NSA.
Trong một tuyên bố năm 2006, một bản phát hành của Bộ Ngoại giao tuyên bố rằng phần lớn cuốn sách "dường như là một sự bịa đặt hoàn toàn... Cơ quan An ninh Quốc gia là một tổ chức mật mã (tạo mã và phá mã), không phải là một tổ chức kinh tế... ] nhiệm vụ bất cứ điều gì từ xa giống như đặt các nhà kinh tế tại các công ty tư nhân để tăng nợ nước ngoài. " Perkins trả lời rằng các tài liệu của Wikileaks và Edward Snowden đã chứng minh rõ ràng rằng NSA tham gia vào một loạt các hoạt động không liên quan gì đến việc tạo mã và bẻ mã và điều đó thường nhằm làm suy yếu các quốc gia khác và các nhà lãnh đạo của họ.
Bộ Ngoại giao cũng tuyên bố rằng Perkins đã cáo buộc Chính phủ Hoa Kỳ đồng lõa trong "vụ ám sát Tổng thống John F. Kennedy, Thượng nghị sĩ Robert F. Kennedy, Martin Luther King Jr., cựu Beatle John Lennon, và một số thượng nghị sĩ Hoa Kỳ giấu tên đã chết trên máy bay sự cố. " Được hỏi trong một cuộc phỏng vấn được ghi âm về những tuyên bố của Bộ Ngoại giao về các vụ ám sát, Perkins trả lời: "Không, tôi chưa bao giờ cáo buộc điều đó. Trong bất kỳ cuốn sách nào của ông đều không hề đề cập đến sự đồng lõa của Chính phủ Hoa Kỳ trong những vụ ám sát này. Tuy nhiên, Perkins cáo buộc rằng hai khách hàng của ông, Tổng thống Jaime Roldós Aguilera của Ecuador và Omar Torrijos của Panama, đã bị ám sát và chính phủ Hoa Kỳ đã tham gia, nói thêm rằng "Tôi biết. Tôi đã ở đó."

## Danh sách
- Touching the Jaguar: Transforming Fear into Action to Change Your Life and the World (2020), Nhà xuất bản Berrett-Koehler; ISBN 1523089865.
- The New Confessions of an Economic Hitman (2016), Nhà xuất bản Berrett-Koehler; ISBN 9781626566743.
- Hoodwinked: An Economic Hit Man Reveals Why the World Financial Markets Imploded – and What We Need to Do to Remake Them (2009), Crown Business; ISBN 0-307-58992-7
- The Secret History of the American Empire (2007), Plume; ISBN 0-525-95015-X
- A Game as Old as Empire: the Secret World of Economic Hit Men and the Web of Global Corruption (do Steven Hiatt biên tập, John Perkins giới thiệu) (2007), Berrett-Koehler; ISBN 9781576753958
- Confessions of an Economic Hit Man (2004), Berrett-Koehler; ISBN 9781576753019

Sách của Perkins về các khía cạnh huyền bí của văn hóa bản địa, bao gồm cả đạo giáo, bao gồm:
- Spirit of the Shuar: Wisdom from the Last Unconquered People of the Amazon (2001), đồng tác giả: Shakaim Mariano Shakai Ijisam Chumpi, Shakaim Mariano Ijisam Chumpi, Destiny Books, ISBN 0-89281-865-4
- Psychonavigation: Techniques for Travel Beyond Time (2nd 1999), Destiny Books, ISBN 0-89281-800-X
- Shapeshifting: Shamanic Techniques for Global and Personal Transformation (1997), Destiny Books, ISBN 0-89281-663-5
- The World Is As You Dream It: Teachings from the Amazon and Andes (1994), Destiny Books, ISBN 0-89281-459-4
- The Stress Free Habit: Powerful Techniques for Health and Longevity from the Andes, Yucatan, and the Far East (1989), Healing Arts Books, ISBN 978-0892812929

## Xuất hiện trong phim tài liệu
- The American Ruling Class (2005)
- Speaking Freely Volume 1: John Perkins (2007)
- Confessions of an Economic Hitman (2007)
- On the Line: Dissent in an Age of Terrorism (2007)
- The End of Poverty? (2008)
- Zeitgeist: Addendum (2008)
- Let's Make Money (2008)
- Fall of the Republic: The Presidency of Barack H. Obama (2009)
- The Weight of Chains (2010)
- Four Horsemen (film) (2012)
- American Empire (2012)
- Money & Life (2012)
- Project Censored the Movie (2013)
- Gold Fever (2013)
- Dangerous Edge: A Life of Graham Greene (2013)